# فرانز فردیناند
فرانز فردیناند (به انگلیسی: Franz Ferdinand) نام گروه پست-پانک احیایی اسکاتلندی است که در سال ۲۰۰۲ در گلاسکو شکل گرفت.
فرانز فردیناند تاکنون چندین بار نامزد جایزه گرمی شده است که از این لحاظ جزو معدود گروه‌های اسکاتلندی است که توانسته به این عنوان دست یابد.آنها همچنین برای چندین جایزه بریت نیز نامزد شده‌اند و یک جایزه ان‌ام‌ای نیز برده‌اند.گروه با انتشار سه آلبوم خود به فروش ۳ میلیون نسخه در سطح جهان رسیده است.

## آلبوم‌های استودیویی
- Franz Ferdinand - ۲۰۰۴
- You Could Have It So Much Better - ۲۰۰۵
- Tonight: Franz Ferdinand - ۲۰۰۹
- TBA - ۲۰۱۳

## جایزه‌ها
| سال  | جایزه            | بخش                                        |
| ---- | ---------------- | ------------------------------------------ |
| ۲۰۰۴ | جایزه مرکوری     | جایزه مرکوری                               |
| ۲۰۰۴ | جوایز آیور نوولو | جوایز آیور نوولو                           |
| ۲۰۰۴ | ان‌ام‌ای آواردز    | Philip Hall Radar Award                    |
| ۲۰۰۴ | ام‌تی‌وی آواردز    | Breakthrough Video Award (Take Me Out)     |
| ۲۰۰۴ | کیو آواردز       | Best Video (Take Me Out)                   |
| ۲۰۰۵ | جایزه بریت       | Best Group                                 |
| ۲۰۰۵ | جایزه بریت       | Best British Rock Act                      |
| ۲۰۰۵ | ان‌ام‌ای آواردز    | Best Track (Take Me Out)                   |
| ۲۰۰۵ | ان‌ام‌ای آواردز    | Best Album (Franz Ferdinand)               |
| ۲۰۰۵ | متور آواردز      | Best International Group                   |
| ۲۰۰۵ | متور آواردز      | Best International Album (Franz Ferdinand) |
| ۲۰۰۶ | ان‌ام‌ای آواردز    | Best Live Band                             |